# Гевін Гуд
Гевін Гуд (англ. Gavin Hood; нар. 12 травня 1963, Йоганнесбург, Південно-Африканська Республіка) — південноафриканський режисер, актор і сценарист. Стрічка «Цоці», у якій він виступив як режисер та сценарист, здобула премію «Оскар» у 2005.

## Біографія
Гевін Гуд народився в Йоганнесбурзі, ПАР в родині поважного роздрібного торговця Гордона. Він навчався в місцевій школі, потім вивчав право в Вітватерсрандському університеті. У 1991 Гуд переїхав до Лос-Анджелеса, де вступив у Каліфорнійський університет на факультет режисерів і сценаристів.

## Особисте життя
Першою дружиною Гуда була акторка та продюсер Жанін Ізер. Вони одружилися у 1994, а через десять років розлучилися. Другою дружиною стала Нарісса Блек — менеджер проєктів. Пара виховує близнюків: хлопчика та дівчинку.

## Кар'єра
Гевін Гуд дебютував на екрані в 1991 як актор. Його знімали переважно в бойовиках, зокрема «Американський кікбоксер», «Проєкт «Переслідувач тіні» 2», « Людина-бомба». Згодом він отримав доручення від Міністерства охорони здоров'я ПАР зняти кілька короткометражних навчальних фільмів. У 1998 він вперше виступив як режисер кінофільму «Власник». Дебютна стрічка стала успішною, здобувши кілька нагород. Гудвін починає працювати над повнометражним фільмом, який бачить світ наступного року. Кримінальна драма «Розумна людина» про колишнього військового, з самим режисером у головній ролі, стала призером екуменічного журі в Карлових Варах.
Гуд долучився до роботи над фільмом та міні-серіалом польською мовою «У нетрях Африки» за мотивами книги «В пустелі та джунглях» Генрика Сенкевича, коли початковий режисер захворів.
У 2003 Гуд розпочав писати сценарій фільму «Цоці» за романом відомого південноафриканського письменника Атола Фугарда. У центрі сюжету — лідер банди з околиці Йоганнесбурга перед яким згодом стане внутрішній вибір між злом та любов'ю. Історія хлопця здобула безліч нагород, зокрема «Оскар» як найкращий фільм іноземною мовою.
Перший голлівудський фільм режисера «Версія» вийшов у 2007. У наступному фільмі «Люди-Х: Росомаха» головну роль виконав Г'ю Джекмен. У вересні 2010 стало відомо, що Гуд долучився до екранізації як режисер і сценарист науково-фантастичного роману Орсона Скотта Карда «Гра Ендера». Однойменний фільм вийшов трьома роками пізніше.
У 2015 він виступив актором та режисером трилеру «Всевидяче око». Прем'єра стрічки відбулась на Міжнародному кінофестивалі в Торонто. На початку 2018 стало відомо, що Гуд став режисером політичного трилеру «Державні таємниці». Світова прем'єра стрічки відбулась на кінофестивалі «Санденс» 28 січня 2019 року.

## Фільмографія
| Рік  | Назва українською                     | Оригінальна назва                     | Актор | Режисер | Сценарист | Примітки                              |
| ---- | ------------------------------------- | ------------------------------------- | ----- | ------- | --------- | ------------------------------------- |
| 1991 | Рятівна                               | The Sheltering Desert                 | Так   |         |           | Віллі                                 |
| 1991 | Американський кікбоксер               | American Kickboxer                    | Так   |         |           | Кен Голліган                          |
| 1991 | Прокляття 3: Криваве жертвоприношення | Curse III: Blood Sacrifice            | Так   |         |           | Роберт                                |
| 1993 | Гра                                   | The Game                              | Так   |         |           | серіал, 13 епізодів                   |
| 1993 |                                       | 52 Regent East                        |       |         | Так       | серіал                                |
| 1994 | Проєкт «Переслідувач тіні» 2          | Project Shadowchaser ІІ               | Так   |         |           | Тіг                                   |
| 1995 | Людина-бомба                          | Human Timebomb                        | Так   |         |           | Майк                                  |
| 1995 | Кікбоксер 5: Відплата                 | The Redemption: Kickboxer 5           | Так   |         |           | Герман                                |
| 1996 |                                       | Rhodes                                | Так   |         |           | Франк Джонсон, серіал, 4 епізоди      |
| 1997 | Операція загону «Дельта» 2            | Operation Delta Force 2: Mayday       | Так   |         |           | Спаркс                                |
| 1998 | Власник                               | The Storekeeper                       |       | Так     | Так       | короткометражний фільм                |
| 1998 | Чарівний король                       | Beings                                | Так   |         |           | лікар                                 |
| 1998 | Операція загону «Дельта» 3            | Operation Delta Force 3: Clear Target | Так   |         |           | Спаркс                                |
| 1999 | Розумна людина                        | A Reasonable Man                      | Так   | Так     | Так       | Шон Рейн                              |
| 1999 | Серце зрадника                        | Traitor's Heart                       | Так   |         |           | Джон Робертс                          |
| 2001 | У нетрях Африки                       | W pustyni i w puszczy                 |       | Так     | Так       |                                       |
| 2002 | У нетрях Африки                       | W pustyni i w puszczy                 |       | Так     | Так       | міні-серіал                           |
| 2004 | Копальні царя Соломона                | King Solomon's Mines                  | Так   |         |           | Брюс Мак-Набб, міні-серіал, 2 епізоди |
| 2004 | В руках у ворога                      | In Enemy Hands                        | Так   |         |           | капітан                               |
| 2004 | Зоряна брама: SG-1                    | Stargate SG-1                         | Так   |         |           | Алекс Васєлов, серіал, 1 епізод       |
| 2005 | Цоці                                  | Tsotsi                                |       | Так     | Так       |                                       |
| 2007 | Версія                                | Rendition                             |       | Так     |           |                                       |
| 2009 | Люди-Х: Росомаха                      | X-Men Origins: Wolverine              |       | Так     |           |                                       |
| 2010 |                                       | Tough Trade                           |       | Так     |           | телефільм                             |
| 2011 | Королі втечі                          | Breakout Kings                        |       | Так     |           | серіал, 2 епізоди                     |
| 2013 | Гра Ендера                            | Ender's Game                          | Так   | Так     | Так       | велетень                              |
| 2015 | Всевидяче око                         | Eye in the Sky                        | Так   | Так     |           |                                       |
| 2019 | Державні таємниці                     | Official Secrets                      | Так   | Так     |           |                                       |